# Terme Tettuccio

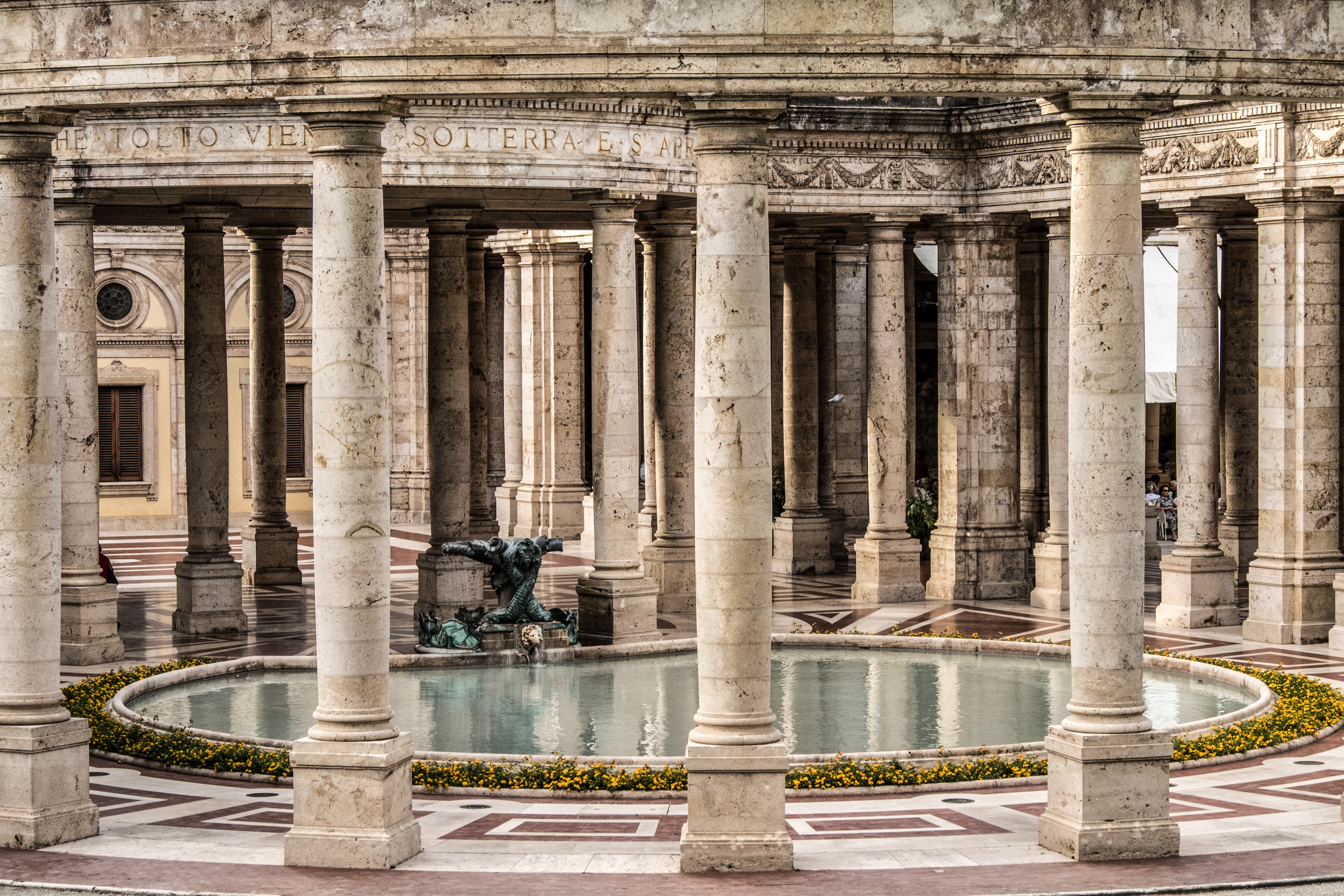
Vasca

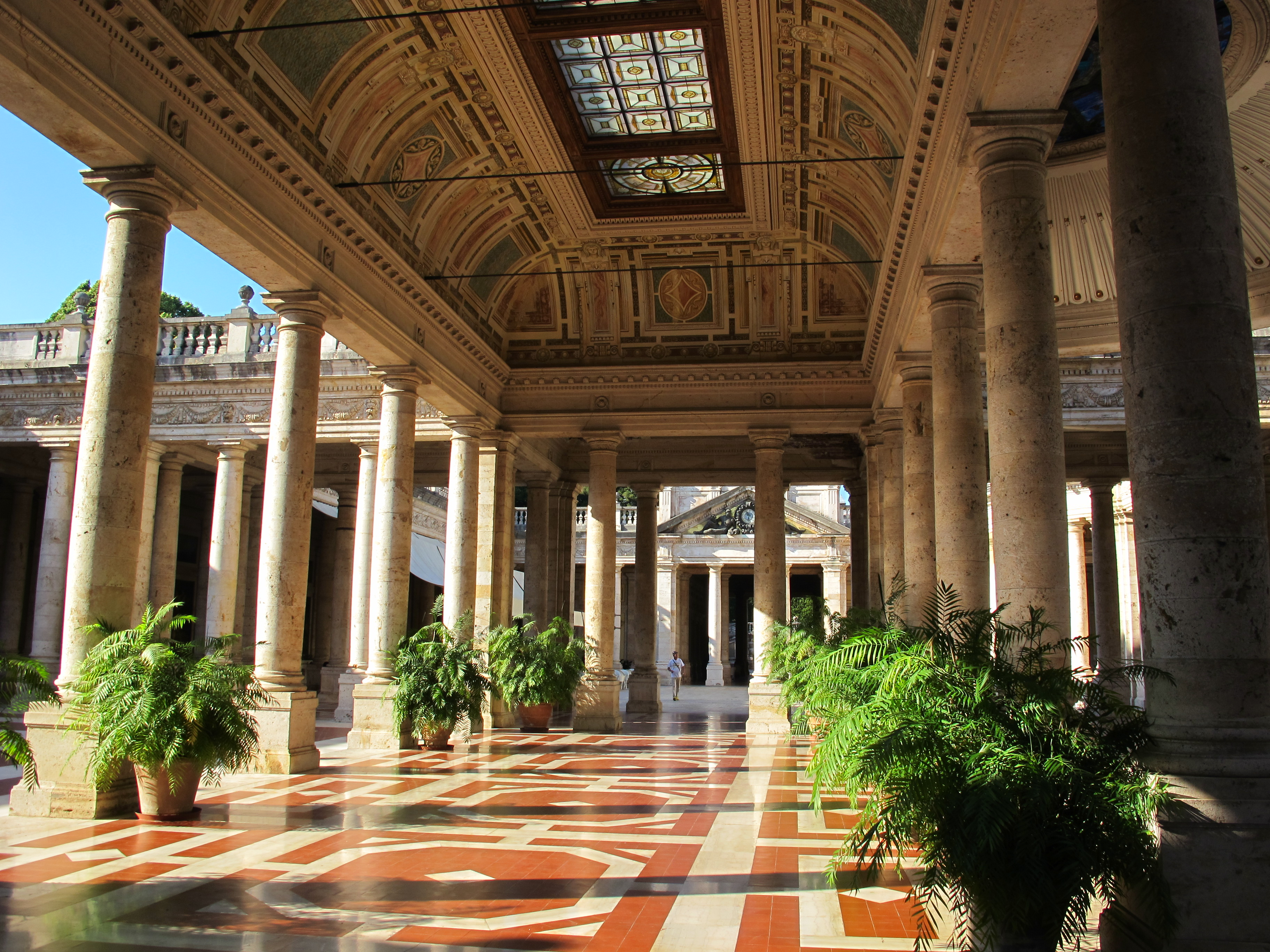
Veduta

Lo stabilimento delle terme Tettuccio è uno dei più famosi stabilimenti termali di Montecatini Terme, situato in piazzale Domenico Giusti, nel centro della città.

## Le acque
Vi confluiscono acque caratterizzate da varie proprietà minerali e curative.
Le sorgenti sono denominate: Rinfresco, Leopoldina, Regina e Tettuccio.

## Storia e descrizione
Lo stabilimento Tettuccio, conosciuto come "Bagno nuovo" fin dal XIV secolo, fu così nominato per la presenza di una tettoia che copriva la prima sorgente.
L'edificio, realizzato su progetto dell'architetto Gaspero Maria Paoletti fra il 1779-1781, era caratterizzato da un portale in bugnato di grande effetto scenografico. Nel 1916 l'architetto fiorentino Ugo Giovannozzi presentò un progetto di ristrutturazione dell'intero complesso impostato sul concetto delle terme romane; sarà portato a termine nel 1928. Lo stabilimento si trova immerso in un parco ricco di cedri del Libano, palme, sequoie, acacie, allori, glicini, pini, tigli e ornato da imponenti colonnati, tribune, esedre, fontane e grandi aiuole fiorite bordate di bosso. Il monumentale ingresso è protetto da una grande cancellata e da un'ampia tettoia in ferro battuto e vetrate policrome, opera della Manifattura Berti di Pistoia. Sulla sommità del prospetto principale sono collocate quattro grandi statue in marmo di Carrara, scolpite da Corrado Vigni, che rappresentano: la Sorgente; la Medicina; l'Igiene; la Salute. I fastosi elementi decorativi della facciata sono stati realizzati da Aristide Aloisi. Il fregio è opera del gessista fiorentino Mario Ceccherini.
L'elemento che caratterizza l'edificio è una fonte in granito, a forma di conchiglia, sorretta da un gruppo bronzeo di figure marine (una grande piovra, due pesci, due coccodrilli, alcune rane), opera dello scultore fiorentino Sirio Tofanari, il cui nome risalta sul carapace di un grosso granchio. L'acqua termale che sgorga dalla fonte dà il nome allo stabilimento, ed è raccolta in una piscina con un parapetto ornato da cavallucci marini. Ai lati della fonte si erge un colonnato a semicerchio, che evidenzia sull'architrave l'iscrizione: BALSAMO CHE TOLTO VIEN DI SOTTERRA E S'APRE AL CHIARO GIORNO.
Nel 1926, il pittore pescarese Basilio Cascella, per la galleria dei banchi di mescita, disegnò sette pannelli policromi di grandi dimensioni, realizzati in mattonelle di ceramica. Ciascun pannello riporta un architrave in marmo dove si legge il titolo delle diverse raffigurazioni; immagini e parole che esaltano gli effetti benefici dell'acqua nelle diverse età della vita: L'Infanzia; L'Adolescenza; La Bellezza; La Fonte; La Forza; La Maturità; La Vecchiaia. Al centro dell'ultimo pannello, in basso, è nitidamente riportato il nome dell'autore e l'anno di installazione dell'opera (1927), curiosamente preceduto da un rosso cornetto portafortuna. Nel pannello dell'Adolescenza, sulla mattonella posta nel vertice in basso a sinistra, è riprodotto lo stemma della "Fabbrica Mattonelle Smaltate G.R. Percossi e C. Civita Castellana".
Sul lato destro del piazzale interno è collocata una tribuna circolare rialzata, adibita a sede dell'orchestra. La cupola è caratterizzata dagli affreschi di Ezio Giovannozzi, che ritraggono i diversi gruppi di strumentisti, con le diciture: Archi e Pianoforte; Ottoni e Timpani; Oboe e Flavti; Organo ed Arpa. I quattro gruppi sono inframezzati da pitture Trompe-l'œil che raffigurano tenori, baritoni e soprano mentre cantano sporgendosi dai palchetti. 
L'architrave posto sopra le colonne della tribuna riporta un'iscrizione che recita: IL SVON CHE DI DOLCEZZA I SENSI LEGA. 
All'interno del complesso si trova una sala per convegni e manifestazioni ristrutturata nel 1989 da Paolo Portoghesi.

## Galleria d'immagini

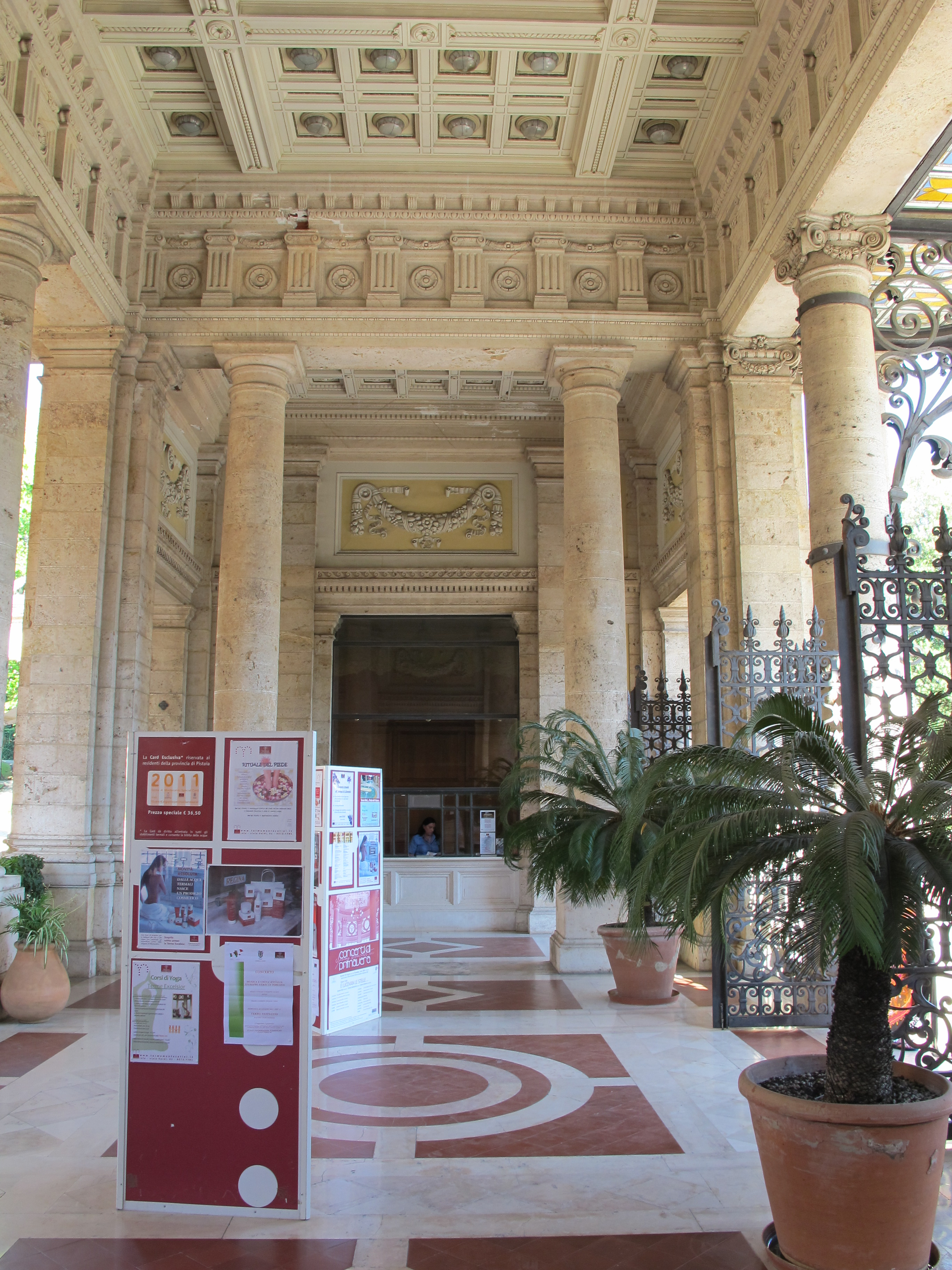
Ingresso
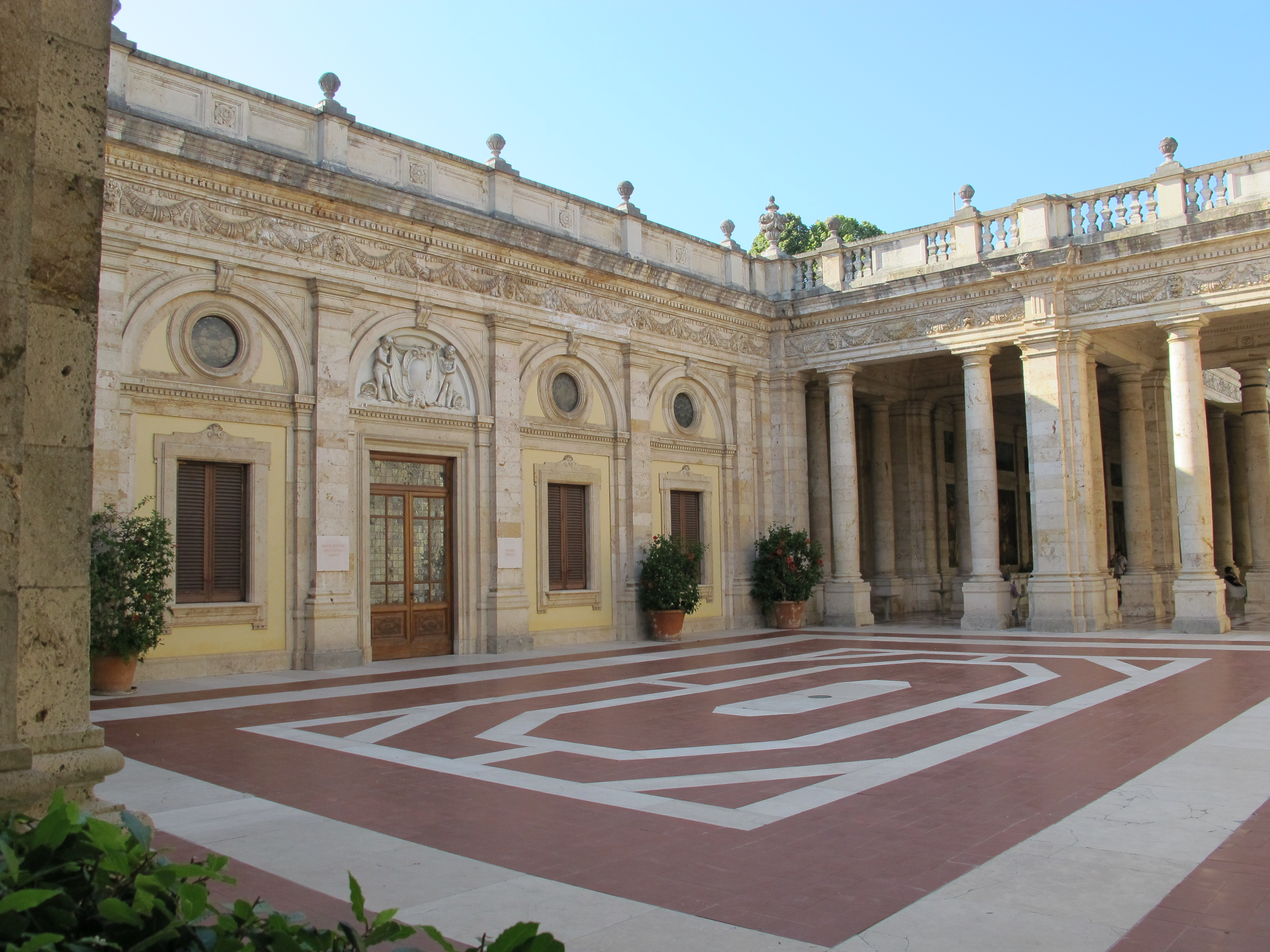
Cortile
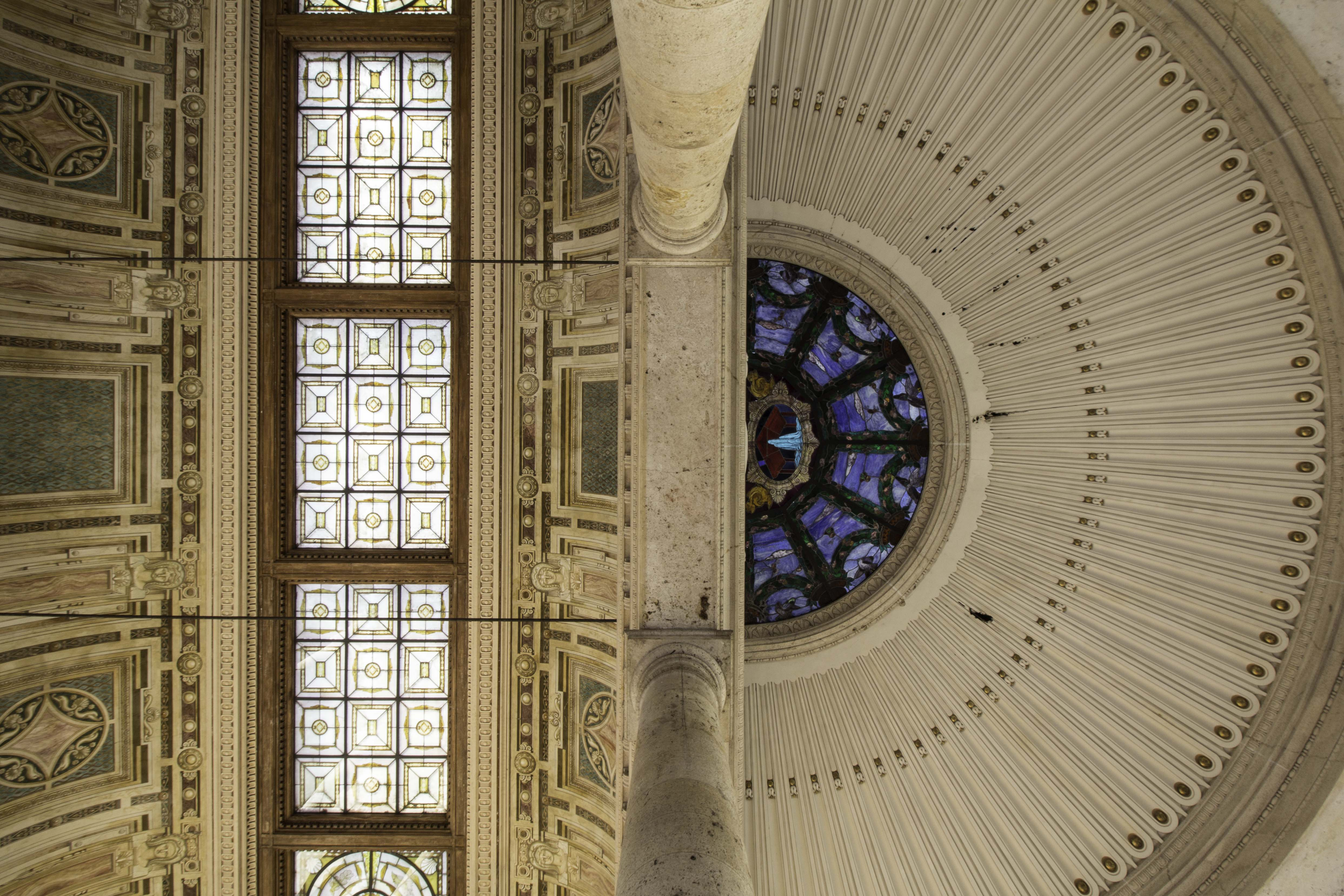
Vetrate policrome della galleria
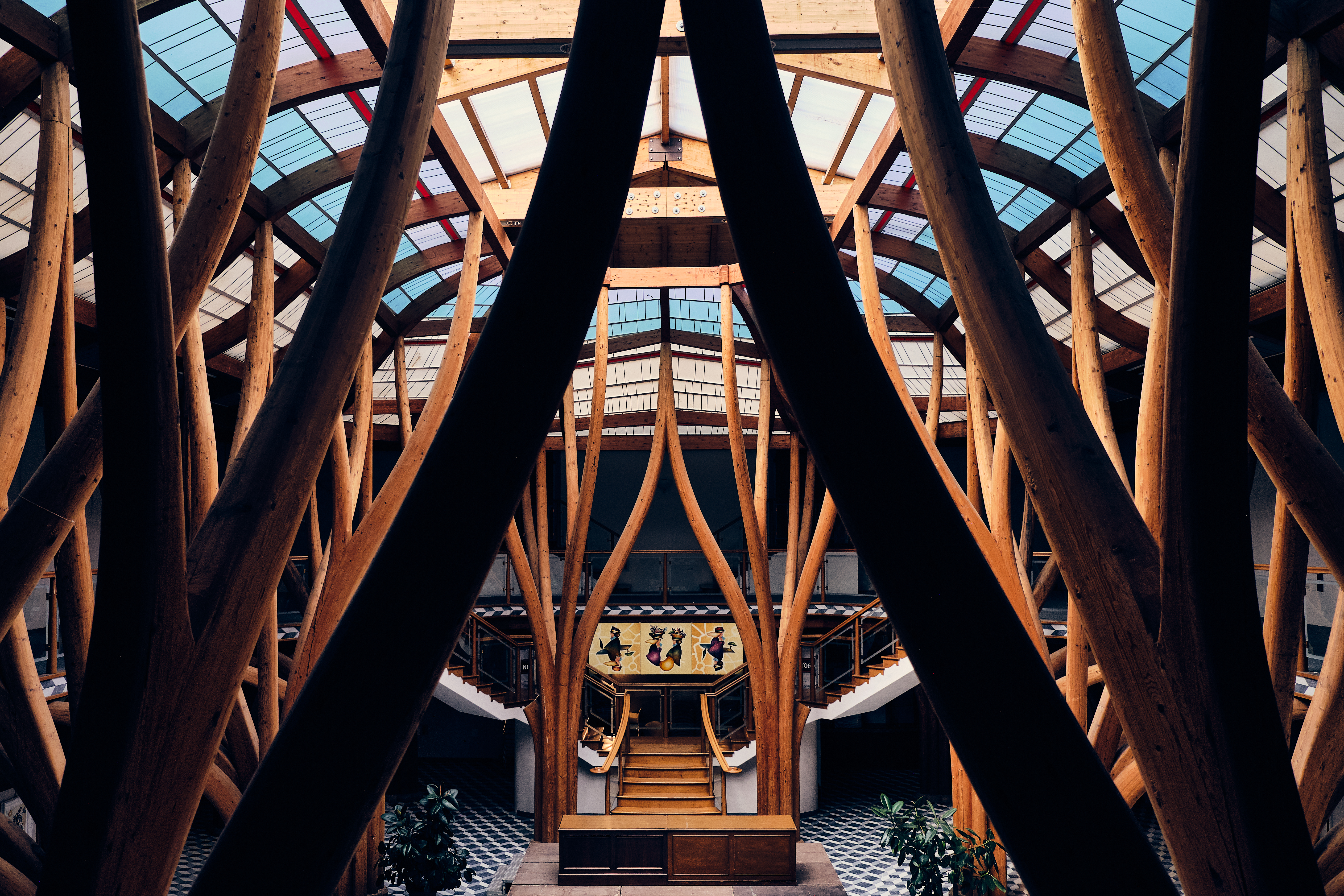
Padiglione Portoghesi
Le Terme Tettuccio in un francobollo della serie Turismo 1975